# Rząd Narodowy (powstanie listopadowe)
Rząd Narodowy – polski rząd powołany 29 stycznia 1831 uchwałą Sejmu Królestwa Polskiego. Formalnie pełnił funkcję głowy państwa i sprawował najwyższą władzę wykonawczą w Królestwie Polskim podczas powstania listopadowego.

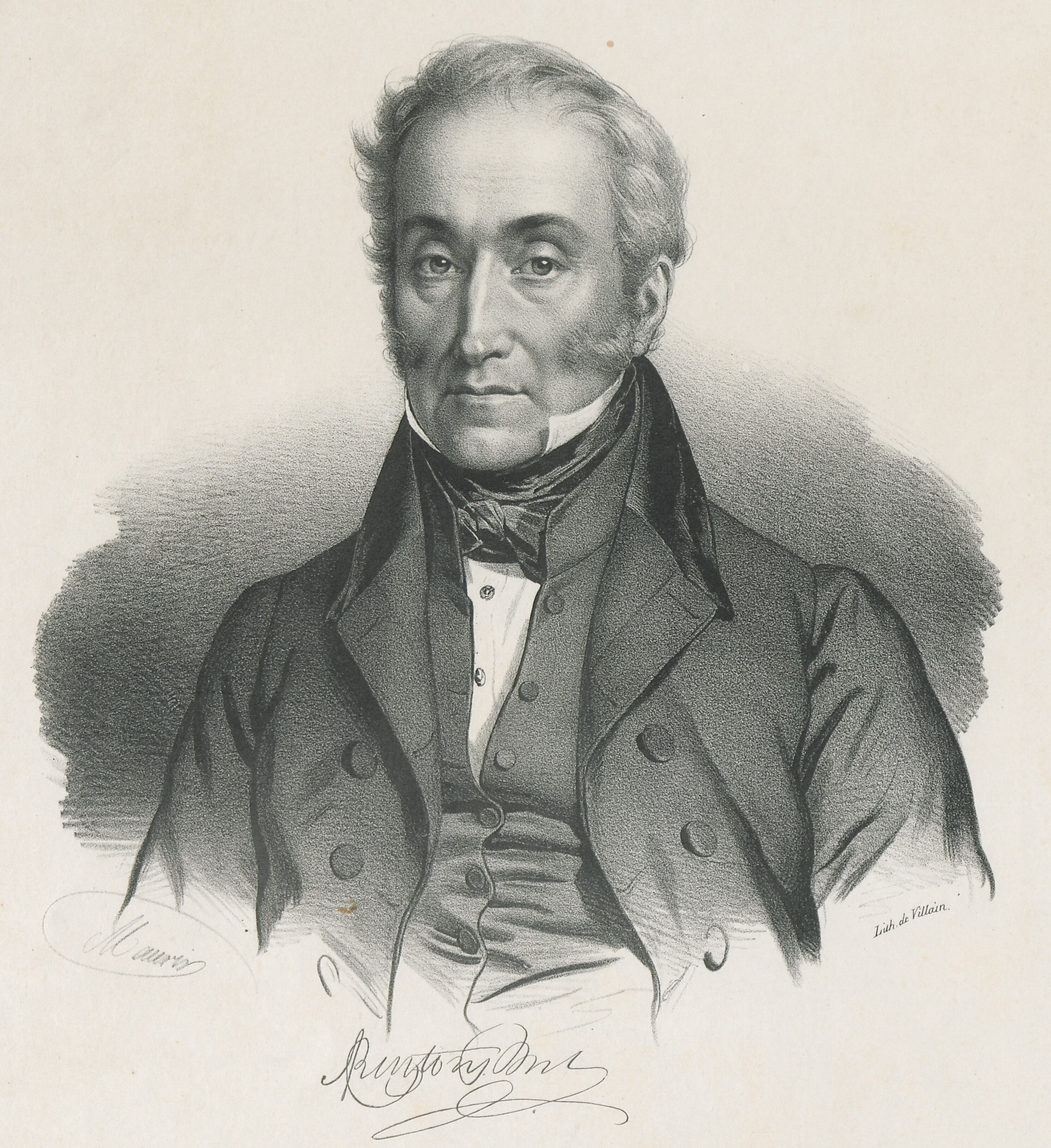
Książę Adam Jerzy Czartoryski, prezes Rządu Narodowego

Herb Królestwa Polskiego z 1830-1831

## Geneza
Po powołaniu 1 grudnia 1830 przez Radę Administracyjną Wydziału Wykonawczego o składzie mieszanym, 3 grudnia rada ta formalnie przestała istnieć, cedując swoje kompetencje na pięcioosobowy Rząd Tymczasowy pod prezesurą księcia Adama Jerzego Czartoryskiego. Organ ten z kolei przekształcił się 21 grudnia 1830 w Radę Najwyższą Narodową. Po przeprowadzeniu 25 stycznia 1831 przez Sejm detronizacji króla Mikołaja I Romanowa zaistniała potrzeba przeniesienia kompetencji głowy państwa.

## Kompetencje
29 stycznia Sejm podjął uchwałę, większością 93 głosów do 13, mocą której powołał Rząd Narodowy, przyznając mu władzę konstytucyjną królewską i władzę rządzącą. Rząd ten miał prawo dysponowania dochodami skarbu państwa, w ramach uchwalonego przez Sejm budżetu. Posiadał prawo zawierania umów międzynarodowych.
Powoływał, odwoływał i zawieszał urzędników administracji państwowej, nominował średnią hierarchię kościelną, prokuratorów oraz sędziów i prezesów sądów wszystkich szczebli. Nadawał najwyższe odznaczenia wojskowe, określał symbole narodowe na monetach i pieczęciach. Nominował zastępcę wodza naczelnego. Posiadał prawo łaski z wyłączeniem spraw o zbrodnie stanu. Podejmował wiążące decyzje w obecności przynajmniej 3 członków rządu. W obradach pięciu członków rządu mógł też uczestniczyć wódz naczelny z prawem głosu. Każdy akt normatywny wydany przez Rząd Narodowy nabierał mocy prawnej dopiero po kontrasygnowaniu go przez odpowiedniego ministra. Rada Ministrów była posiedzeniem wszystkich szefów wydziałów i ministrów.
30 stycznia Sejm wybrał prezesem Rządu Narodowego Adama Jerzego Czartoryskiego i dokonał wyboru czterech pozostałych członków. Na jego siedzibę wyznaczył Pałac Namiestnikowski w Warszawie.

## Skład
W skład rządu weszło 5 szefów poszczególnych wydziałów, którzy powołali ministrów w swoich resortach.

### Prezesi Rządu Narodowego 1831
- książę Adam Czartoryski 30 stycznia-17 sierpnia 1831
- Jan Krukowiecki 17 sierpnia-7 września 1831
- Bonawentura Niemojowski 7 września-25 września 1831
- Maciej Rybiński 25 września-9 października 1831 (nie był prezesem, wódz naczelny z pełną władzą cywilną)

### Szefowie wydziałów
- Adam Jerzy Czartoryski prezes, Wydział Spraw Zagranicznych
- Wincenty Niemojowski wiceprezes, Wydział Administracji i Policji
- Teofil Morawski, Wydział Skarbowy
- Stanisław Barzykowski, Wydział Wojny, Zaciągu, Uzbrojenia i Potrzeb Wojskowych
- Joachim Lelewel, Wydział Wyznań Religijnych, Oświecenia i Sprawiedliwości

### Ministrowie
- Alojzy Biernacki minister skarbu
- Leon Dembowski minister skarbu (od czerwca 1831)
- Gustaw Małachowski wiceminister spraw zagranicznych (nie powołano ministra, a sprawami zagranicznymi kierował sam Czartoryski)
- Teodor Morawski minister spraw zagranicznych (od sierpnia 1831)
- Andrzej Horodyski wiceminister spraw zagranicznych (od czerwca 1831)
- Izydor Krasiński minister wojny
- Franciszek Morawski minister wojny
- Bonawentura Niemojowski minister spraw wewnętrznych i policji
- Antoni Gliszczyński minister spraw wewnętrznych i policji (od czerwca 1831)
- Wiktor Rembieliński minister sprawiedliwości
- Franciszek Ksawery Lewiński minister sprawiedliwości (od sierpnia 1831)
- Jan Olrych Szaniecki minister sprawiedliwości (od września 1831)
- Aleksander Bniński minister wyznań i oświecenia publicznego
- Kajetan Garbiński minister wyznań i oświecenia publicznego (od sierpnia 1831)
- Andrzej Antoni Plichta sekretarz generalny, koordynator prac rządu

## Działalność
W swoim działaniu koncentrował się na sprawach związanych z prowadzeniem wojny z Rosją. Zajął się m.in. przeprowadzeniem rekwizycji, sprzedażą i zastawem dóbr narodowych, w celu pozyskania środków potrzebnych na prowadzenie działań wojennych. Wziął na siebie zapewnienie zaopatrzenia stale rosnącej liczby wojsk powstańczych.
28 marca z inicjatywy kaliszan wniósł pod obrady Sejmu projekt uwłaszczenia za wykupem włościan w dobrach narodowych. Powołał rady municypalne w większych miastach. 24 lipca Sejm zwołał Radę Wojenną, która zajęła się m.in. kontrolą działań wodza naczelnego.
W jej skład weszli członkowie rządu i izby poselskiej.
Wobec radykalnych wystąpień ludności Warszawy 15 sierpnia i groźby dokonania zamachu stanu, rząd Czartoryskiego złożył na posiedzeniu Sejmu 17 sierpnia dymisję. Tego samego dnia Sejm powołał na prezesa Rządu Narodowego gen. Jana Krukowieckiego, który stanął na jego czele jako prezes w Radzie Ministrów. Wzmocniono jego prerogatywy, posiadał odtąd głos stanowczy i sam mógł powoływać wodza naczelnego, swojego zastępcę i ministrów. Po kapitulacji Warszawy 7 września nowym prezesem rządu został Bonawentura Niemojowski. Władze powstańcze przeniosły się do Płocka, gdzie 23 września Sejm przyjął dymisję Niemojowskiego na ostatniej swojej sesji. Już jednak 24 września, wobec odmowy gen. Jana Nepomucen Umińskiego, który nie chciał przyjąć stanowiska wodza naczelnego połączonego z pełnią władzy cywilnej, Niemojowski ponownie został prezesem rządu. 26 września w Rypinie, opuszczający granice kraju rząd wydał odezwę, w której oświadczył, że rząd narodowy dłużej z godnością urzędować nie może. Odtąd cała władza cywilna spoczywała w rękach wodza naczelnego gen. Macieja Rybińskiego.